# Marcel Nguyen
Marcel Van Minh Phuc Long Nguyen (n. 8 septembrie 1987, München, RFG) este un fost gimnast german, laureat cu argint la individual compus și la paralele la Jocurile Olimpice de vară din 2012. A cucerit mediala de bronz pe echipe la Campionatul Mondial de Gimnastică Artistică din 2007. A fost campion european pe echipe în 2012 și dublu campion european la paralele în 2011 și în 2012.

## Legături externe
Materiale media legate de Marcel Nguyen la Wikimedia Commons
- de  Site web oficial
- en  Prezentare Arhivat în 4 martie 2016, la Wayback Machine. la Federația internațională de gimnastică
- en Marcel Nguyen la Olympedia.org